# コシノジュンコ
コシノ ジュンコ（1939年〈昭和14年〉8月25日 - ）は、日本のデザイナー。JUNKO KOSHINO株式会社所属、BiS終身名誉メンバー、文化功労者。本名は鈴木 順子（すずき じゅんこ）。旧姓は小篠（こしの）。

## 概要
大阪府岸和田市出身のデザイナーである。京都美術工芸大学客員教授を兼任し、アイドルグループ「BiS」の終身名誉メンバーでもある。
母の小篠綾子のほか、姉コシノヒロコ（小篠弘子）と妹コシノミチコ（小篠美智子）も同じくファッションデザイナーであり、「コシノ三姉妹」として知られる。姪の小篠ゆま（ヒロコの娘）も同じくファッションデザイナーである。夫の鈴木弘之は「JUNKO KOSHINO株式会社」の代表取締役も務める一方で写真家としても活躍。長男の鈴木順之も同社の常務取締役。

## 来歴

### 生い立ち
大阪府立岸和田高等学校から文化服装学院という姉のヒロコと同じ進路で、2年の基礎コースを1年で終え、飛び級で小池千枝の担当するデザイン科へ進む。同級の9期生には、高田賢三、松田光弘、金子功、北原明子ら、後のファッション界をリードする人材が揃っており、「花の9期生」と呼ばれた。デザイン科在学中の1960年、新人デザイナーの登龍門といわれる装苑賞を最年少の19歳で受賞。以後ファッションデザイナーとして活躍。

### デザイナーとして
「銀座小松ストアー（現・ギンザコマツ）」への出店を皮切りに、1966年（昭和41年）、東京・青山にブティック「COLETTE」を開店。1978年（昭和53年）にパリ・コレクションに初参加。1985年（昭和60年）、北京で中国最大のファッションショーを開催。1990年（平成2年）には日本人初のショーをベトナムで、また1996年（平成8年）にはキューバで外国人デザイナーとしては世界初のショーを開催して話題となった。2009年（平成21年）8月22日にはミャンマーで著名外国人デザイナーによる初めてのファッションショーを開催し、翌23日には講演を行い、現地繊維産業界から日系企業、地元経済界の関係者から一般観衆までおよそ800人が参加した。
フジテレビのお笑いバラエティ番組『オレたちひょうきん族』のタケちゃんマンの敵として1983年（昭和58年）に登場した「アミダばばあ」の衣装デザインを担当した。明石家さんまが演じるキャラクターとして唯一、デザイナーが製作した衣装でもあり、さんまは「タケちゃんマンの敵史上、最も高額な衣装だった」と語っている。
2011年より、花園大学客員教授に就任。
2017年、文化功労者、2025年国際博覧会誘致特使。
2019年、12年ぶりに東京でコレクションを発表。デヴィ夫人や萬田久子、ドン小西、神田うのらが来場した。
2021年5月、服飾分野における卓越した業績と世界のファッション界に対する貢献、日本とフランスを結ぶ芸術と友好の絆を深めた功績からフランス政府レジオンドヌール勲章シュヴァリエを受章。
2022年、旭日中綬章受章。
2023年3月11日、東日本大震災のチャリティーコンサートの「全音楽界による音楽会」に発起人の1人として参加予定だったが、その数日前にアキレス腱断裂の重傷を負い、不参加となった。

### 芸能活動
2013年、アイドルグループ・BiSの新メンバーオーディションに極秘潜入の末合格し、同年10月29日にメンバーとして加入。直後の11月5日に終身名誉メンバーに就任。

## 作品
- 1970年 大阪万博ペプシコーラ館・タカラ館・生活産業館ユニフォーム
- 1978年 市川崑監督映画『火の鳥』衣裳
- 1985年 つくば博政府館ユニフォーム
- 1989年 オペラ『平泉炎上』（ザルツブルク音楽祭参加作品）コスチューム[22]
- 1989年 F1参加チーム「リアル（Rial）」のユニフォーム
- 1990年 オペラ『天国と地獄』コスチューム
- 1990年 オラトリオ『ヤマトタケル』コスチューム
- 1991年 オペラ『魔笛』（バイエルン国立歌劇場東京公演）コスチューム
- 1992年 鶴岡工業高等専門学校の制服
- 1992年 バレーボール日本男子代表チームユニフォーム
- 1993年 尾崎商事株式会社と学校制服ライセンス契約、[JUNKO KOSHINO CAMPUS] 発表
- 1993年 尾崎商事と学校体育衣料ライセンス契約、[JUNKO KOSHINO ATHLETIC] 発表
- 1993年 日本オリンピック委員会（JOC）第2エンブレム[23][24]
- 1993年 読売巨人軍グラウンドコート
- 1994年 北海道札幌国際情報高等学校の制服
- 1995年 ヴェルディ川崎チームユニフォーム
- 1995年 北海道札幌国際情報高等学校の制服
- 1996年 水野晴郎監督映画『シベリア超特急』衣裳
- 1996年 岡山理科大学附属高等学校の学校制服
- 1998年 新田高等学校の学校制服
- 1998年 広島文教女子大学附属高等学校の学校制服
- 1999年・2000年 KEIRINグランプリユニフォーム[25][26]
- 2000年 九州・沖縄サミット夕食会サービス衣装、主要5か国首脳・夫人衣装
- 2002年 オペラ『蝶々夫人』コスチューム[22]
- 2003年 新田青雲中等教育学校の学校制服
- 2004年 水戸英宏中学校の学校制服
- 2006年 琳派400周年記念「能とファッションのコラボレ－ション」（京都国立博物館）
- 2010年 沖縄琉球海炎祭にて花火をデザイン（以降、毎年デザインを行う）
- 2012年 DRUM TAOの衣装デザイン
- 2015年 リアル脱出ゲームZeppツアー『仕立て屋シャルロッテの秘密』の展示用衣装
- 2017年 陸上自衛隊保安警務中隊の特別儀仗服と演奏服が52年ぶりに一新されるのにあたってデザインを監修。新冬服は緑色から紺色に変更、夏服は白地に赤線を入れ、日の丸をイメージし、ともにネクタイをなくし詰め襟に変えた[27]。
- 2024年 フジドリームエアラインズ（FDA）の客室乗務員制服[28]
- 2025年 南海電気鉄道（泉北高速鉄道も含む）の従業員制服[29]

## メディア出演
- NHK紅白歌合戦（NHK総合・ラジオ第1）
  - 第41回（1990年12月31日） - 審査員
  - 第62回（2011年12月31日） - 審査員
- コシノジュンコ MASACA（2015年4月5日 -、TBSラジオ） - パーソナリティ
- 辰巳琢郎の勝手にコンシェルジュ（2021年8月7日・14日・21日・28日、TBSラジオ） - ゲスト
- SWITCHインタビュー 達人達「コシノジュンコ×中野善壽」（2021年1月16日、NHK Eテレ）[30]
- 人生が変わる1分間の深イイ話（2022年3月7日、日本テレビ）
- マツコ会議（2022年10月15日、日本テレビ）
- Wonder Garden（2025年4月5日 - 、FM COCOLO） - コーナー担当

## CM出演
- NTTドコモ『母、ジュンコ』篇（2017年7月 - ） - 綾野剛・ブルゾンちえみと共演[31]

## 著書
- 北京 : Junko Koshino in China コシノジュンコ デザイン コシノジュンコデザインオフィス  1988
- コレクション コシノジュンコ 著 ゴマブックス  1999
- 失敗はチャンスだ! : コシノジュンコ流生き方 コシノジュンコ 著 ポプラ社  1999(自分探しの旅シリーズ ; 14)
- 人生をデザインする48の方法 コシノジュンコ, 中谷彰宏 著 PHP研究所  2001
- コシノジュンコの女の服装術 : 「知識、感覚、経験、判断」で服を着る : トップデザイナーが教える自己演出の魔法 コシノジュンコ 著 はまの出版  2001
- コシノジュンコ流おもてなし : いちいち、わざわざ コシノジュンコ 著 PHP研究所  2008
- 人生、これからや! : うちのお母ちゃん、小篠綾子のだんじり魂 コシノジュンコ 著 PHP研究所  2011
- お母ちゃんからもろた日本一の言葉 コシノジュンコ 著,小篠綾子 言葉 イースト・プレス  2011
- コシノジュンコ 56の大丈夫 失敗も逆境も力に変える、パワフルウーマン語録 コシノジュンコ 著 世界文化社 2021

## 演じた俳優
- 舞台『コシノものがたり 心はいつも乙女のように』（2005年1月2日 - 1月28日、明治座） - 萬田久子、小倉唯（幼少時代）、須貝菜々子（幼少時代）
- テレビドラマ『コシノ家の闘う女たち〜肝っ玉お母ちゃんとパワフル三姉妹』（2006年8月8日、日本テレビ） - 秋野暢子、森本更紗（幼少時代）、長嶋美紗（18歳時代）